# Nora Tödtling-Musenbichler

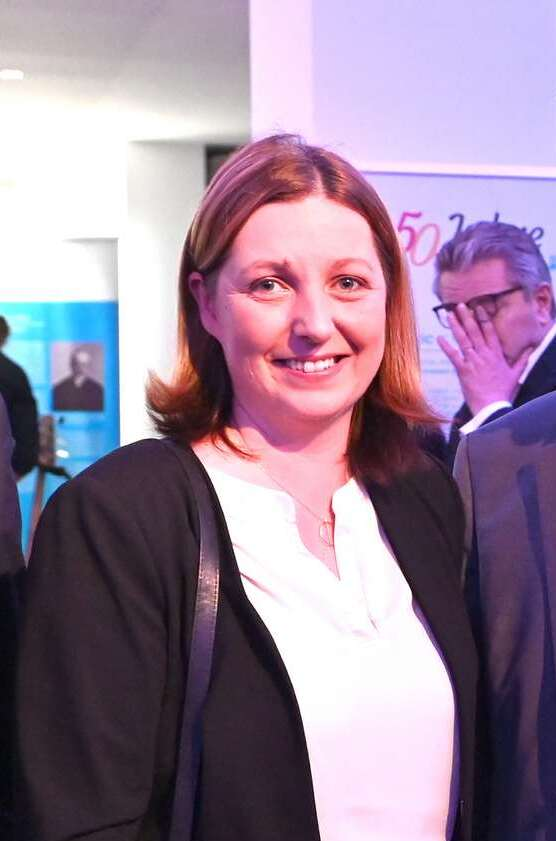
Nora Tödtling-Musenbichler (2024)

Nora Tödtling-Musenbichler (* 5. Jänner 1983 in Judenburg) ist Direktorin der Caritas Steiermark. Im November 2023 wurde sie zur Präsidentin der Caritas Österreich gewählt.

## Leben
Nora Tödtling-Musenbichler wuchs in Knittelfeld auf, wo sie das BG/BRG Knittelfeld besuchte. Als Gymnasiastin initiierte sie ein Lernprojekt für benachteiligte Schüler, wofür sie von Landeshauptfrau Waltraud Klasnic 1999 mit der Humanitas-Medaille ausgezeichnet wurde. Das Projekt der Lerncafes wuchs seit damals auf österreichweit 68 Caritas-Lerncafes (Stand November 2023) an.
Tödtling-Musenbichler begann ein Theologiestudium, absolvierte den Lehrgang für Pastoralpsychologie und studierte berufsbegleitend Social Management an der Donau-Universität Krems.
Ab 2004 war sie stellvertretende Leiterin im VinziDorf der Vinzenzgemeinschaft Eggenberg für obdachlose Männer mit Suchterkrankungen, von 2010 bis 2021 leitete und koordinierte sie die von Wolfgang Pucher gegründeten VinziWerke Österreich. Seit 2016 schreibt sie für die Sendung Gedanken zur Zeit von Radio Steiermark. Im November 2021 wechselte sie als Vizedirektorin zur Caritas Steiermark, deren Direktorin sie im Juli 2022 wurde. Im Dezember 2022 wurde sie zusätzlich Vizepräsidentin der Caritas Österreich.
Im November 2023 gab Michael Landau bekannt, nicht mehr als Präsident der Caritas Österreich zu kandidieren, am 21. November 2023 wurde Nora Tödtling-Musenbichler zu seiner Nachfolgerin gewählt. Sie übernahm das Amt mit 1. Februar 2024 und wurde damit als erste Frau Präsidentin der Caritas Österreich.
Tödtling-Musenbichler ist mit dem Theologen und laisierten katholischen Priester Maximilian Tödtling verheiratet und lebt mit Stand November 2023 in Graz.